# Bernissartia
Bernissartia je rod vyhynulého krokodýla z období spodní křídy (stáří kolem 126 milionů let). Jméno znamená "z Bernissartu", kromě Belgie byly zkameněliny tohoto rodu objeveny též v Anglii.

## Popis
Jednalo se o velmi malý druh krokodýlovitého plaza. Dorůstal délky asi 60 cm a podobá se recentním krokodýlům, přestože nepatří do žádné současné čeledi. Stejně jako ostatní krokodýlové a fytosauři měly i bernissartie na zádech zkostnatělé pláty. Bernissartie je typická dvěma řadami zubů, jednou tvořenou dlouhými špičatými zuby k uchopení kořisti a druhou řadou tvořenou širšími plochými zuby k rozdrcení schránek a kostí. Živila se rybami, amonity, mlži, ještěrkami i plži. Na kořist pravděpodobně útočila ze zálohy a byla teritoriální.